# آثار التعرض للتخدير في عمر مبكر على الدماغ
آثار التعرض للتخدير في عمر مبكر على الدماغ عند البشر مثيرة للجدل. تشير الدلائل المستمدة من أبحاث الرئيسيات غير البشرية إلى وجود سمية عصبية تطورية كبيرة واختلال اجتماعي طويل الأمد، مع وجود علاقة بين الجرعة والاستجابة حيث يتسبب التعرض المتكرر في تأثير أكثر حدة من التعرض الفردي. لم تجد الأبحاث التي أجريت على البشر دليلًا سريريًا قاطعًا على ضعف الإدراك؛ ومع ذلك، تشير المراجعات المنهجية إلى إمكانية حدوث إعاقات سلوكية أكبر لدى الأطفال المعرضين للتخدير قبل سن الثالثة من الأشخاص الذين لم يتعرضوا (تحت السيطرة).
يوجد نقاش حول العواقب الواقعية لهذه التأثيرات. يبدو حجم تأثير التعرض للتخدير في وقت مبكر صغيرًا، وقد يكون أو لا يكون ذا صلة من الناحية العملية. أصدرت إدارة الغذاء والدواء الأمريكية في عام 2016 رسالة تحذر من التعرض المتكرر أو المطول للتخدير العام قبل سن الثالثة واقترح الأطباء ومقدمو الرعاية تقييم مخاطر وفوائد الإجراءات الجراحية التي تزيد مدتها عن ثلاث ساعات في هذه الفئة من السكان.

## الأدلة قبل السريرية
أظهرت الدراسات في النماذج قبل السريرية أن القوارض والرئيسيات غير البشرية التي تعرضت للتخدير العام في مرحلة الطفولة قد أصيبت بمشاكل في النمو العصبي في وقت لاحق من الحياة. تشير دراسات التعرض للتخدير في مرحلة الطفولة -خاصة في الرئيسيات غير البشرية- إلى أن التخدير المبكر يرتبط بالتغيرات طويلة الأمد في السلوكيات الاجتماعية، والقلق المتزايد و / أو الخجل الشديد. على المستوى الخلوي، يؤدي تعرض القوارض والرئيسيات غير البشرية للتخدير خلال فترة الرضاعة إلى تسمم عصبي في النمو، بما في ذلك انتشار موت الخلايا المبرمج للخلايا العصبية والدبقية، ونقص في هياكل ووظائف المشابك والميتوكوندريا. يمكن أن يتسبب التعرض للتخدير في بداية الحياة أيضًا في تغيرات جينومية وجينية، بما في ذلك انخفاض مستويات البروتينات التي تنظم تطور الخلايا العصبية ووظيفتها، مثل عامل التغذية العصبية المشتق من الدماغ BDNF والجينات المبكرة الفورية. وُجد أن التعرضات المتعددة للتخدير تسبب نقصًا أكبر في السمية العصبية والإدراك والسلوك الاجتماعي من التعرض الفردي.
ثبت أن جميع أدوية التخدير تقريبًا التي تعد مناهضة لمستقبلات  NMDA و / أو ناهضات مستقبلات GABAA تسبب السمية العصبية التنموية وتغير الإدراك و / أو السلوك. أثبتت السمية العصبية في القوارض للتخدير المستنشق - مثل السيفوفلوران، والإيزوفلورين، والديسفلوران - بالإضافة إلى أدوية التخدير الوريدية مثل الكيتامين والبروبوفول. أظهرت الدراسات التي أجريت على الرئيسيات غير البشرية أن التأثيرات السمية العصبية والمعرفية أو السلوكية التي يسببها التخدير العام قد تقل عن طريق الإدارة المشتركة لعوامل مثل الديكسميديتوميدين، والليثيوم، والبراميبريكسول.

## حدود الدراسات قبل السريرية
العديد من الاكتشافات العصبية قبل السريرية محدودة في قابليتها للترجمة إلى البشر بسبب الاختلافات في تعقيد الدماغ وتطوره بين البشر والقوارض، بالإضافة إلى صعوبة التحكم في فيزيولوجيا القوارض ومراقبتها من أجل السلامة أثناء التعرض.